# Sócrates Parri
Sócrates Parri Romero (Burjasot, Valencia; 16 de diciembre de 1966) es un exfutbolista español que se desempeñaba como defensor. Es el hermano mayor del también futbolista Líbero Parri.

## Clubes
| Club              | País   | Año         |
| ----------------- | ------ | ----------- |
| Valencia CF       | España | 1989 - 1991 |
| Albacete Balompié | España | 1992 - 1994 |
| Levante UD        | España | 1994 - 1995 |